# İqor Makeyev
İqor Vladimiroviç Makeyev (russisch Игорь Владимирович Макеев Igor Wladimirowitsch Makejew; * 27. Oktober 1971 in Kirowabad, heute Gəncə, Aserbaidschanische Sozialistische Sowjetrepublik, UdSSR; † 2. August 1992 in der Nähe von Ağdərə, armenisch Mardakert, Bergkarabach, Republik Aserbaidschan) war ein Offizier der aserbaidschanischen Streitkräfte russischer Abstammung. Er starb im Ersten Bergkarabachkrieg und wurde mit dem Titel Nationalheld Aserbaidschans ausgezeichnet.

## Leben
Makeyev schloss 1987 die allgemeinbildende Schule Nr. 39 in seiner Geburtsstadt Gəncə (Gandscha) ab. 1990 wurde er in die Rote Armee nach Baku einberufen. Kurze Zeit später wurde er in eine Unteroffiziersschule nach Rostow am Don abkommandiert.
Mit Beginn kriegerischer Auseinandersetzungen in Bergkarabach brach Makeyev seine militärische Ausbildung ab und kehrte im Januar 1992 nach Aserbaidschan zurück. Er meldete sich als Freiwilliger bei einer militärischen Einheit des aserbaidschanischen Innenministeriums und wurde zum Stellvertreter eines Zugführers.
Makeyev zeichnete sich im Juni–Juli 1992 insbesondere bei den Kämpfen um das Dorf Naxçıvanlı (Nachtschiwanli) und Ağdərə aus. Am 2. August 1992 wurde er während eines Gefechts um die Einnahme einer strategisch wichtigen Höhe unweit von Ağdərə vom gegnerischen Schuss tödlich getroffen.
Per Dekret des Präsidenten Aserbaidschans vom 6. November 1992 wurde Makeyev posthum die Auszeichnung Nationalheld Aserbaidschans verliehen.
Er wurde auf der Ehrenallee von Gəncə beigesetzt.